# Быковский район
Бы́ковский райо́н — административно-территориальная единица (район) и одноимённое муниципальное образование (муниципальный район) в Волгоградской области России.
Находится в центральной части Волгоградской области. Входит в Палласовский территориальный округ области.
Административный центр — рабочий посёлок Быково, расположенный в 160 км от Волгограда на левом берегу Волгоградского водохранилища.

## География
Район граничит он на севере — с землями Николаевского района, на востоке — Палласовского, на юге — с землями Ленинского и Среднеахтубинского районов области. Западной границей района является река Волга. Площадь территории района — 3,41 тыс. км².
На территории района располагаются четыре нефтяных и три газовых месторождения. Также на территории района располагаются несколько крупных магистральных оросительных каналов.
Природа
Располагается район в зоне белополынно-типчаковых степей с ковыльной растительностью. Преобладают каштановые среднемощные почвы. Климат резко континентальный, засушливый. Нередки суховеи и летние ливневые осадки.
На территории района находятся две ключевые орнитологические территории:
- Урочище Бурты (Быковский остров) — остров на Волгоградском водохранилище площадью 50 га. Региональная КОТР. Гнездование, места отдыха и кормёжки цаплевых, утиных и куликов[7].
- Пришибо-Могутинская система лиманов — водно-болотные угодья с разнообразным видовым составом лимнофильных птиц. КОТР Российской Федерации. Гнездятся краснокнижные виды: курганник, стрепет, журавль-красавка[7].

## История
Быковский район был образован в январе 1935 года в составе Сталинградского края, с 1936 года в Сталинградской (Волгоградской) области.
21 февраля 2005 года в соответствии с Законом Волгоградской области № 1010-ОД район наделён статусом муниципального района. В его составе образованы 14 муниципальных образований: 1 городское и 13 сельских поселений.

## Население
| 1939    | 1959    | 1970    | 1979    | 1989    | 2002    | 2009    | 2010    | 2011    |
| ------- | ------- | ------- | ------- | ------- | ------- | ------- | ------- | ------- |
| 15 477  | ↘13 488 | ↗27 388 | ↗27 981 | ↘27 151 | ↗28 572 | ↘28 288 | ↘27 055 | ↗27 061 |
| 2012    | 2013    | 2014    | 2015    | 2016    | 2017    | 2018    | 2019    | 2020    |
| ↘26 870 | ↘26 649 | ↘26 440 | ↘26 309 | ↘26 177 | ↘25 813 | ↘25 424 | ↘25 174 | ↘24 818 |
| 2021    |         |         |         |         |         |         |         |         |
| ↗25 166 |         |         |         |         |         |         |         |         |

### Урбанизация
В городских условиях (пгт Быково) проживают 28.38 % населения района.

### Национальный состав
По итогам переписи населения 2020 года проживали следующие национальности (национальности менее 0,1 % и другое см. в сноске к строке «Другие»):
| Национальность | Численность, чел. | Доля     |
| -------------- | ----------------- | -------- |
| Русские        | 18 406            | 73,14 %  |
| Казахи         | 2515              | 9,99 %   |
| Турки          | 876               | 3,48 %   |
| Корейцы        | 549               | 2,18 %   |
| Чеченцы        | 538               | 2,14 %   |
| Узбеки         | 254               | 1,01 %   |
| Азербайджанцы  | 230               | 0,91 %   |
| Армяне         | 173               | 0,69 %   |
| Аварцы         | 96                | 0,38 %   |
| Чуваши         | 96                | 0,38 %   |
| Таджики        | 74                | 0,29 %   |
| Татары         | 51                | 0,20 %   |
| Ингуши         | 29                | 0,12 %   |
| Украинцы       | 29                | 0,12 %   |
| Грузины        | 26                | 0,10 %   |
| Другие         | 1224              | 4,87 %   |
| Итого          | 25 166            | 100,00 % |

## Муниципально-территориальное устройство
В Быковский муниципальный район входят 14 муниципальных образований, в том числе 1 городское поселение и 13 сельских поселений:
| №  | Муниципальное образование                | Административный центр | Количество населённых пунктов | Население (чел.) | Площадь (км²) |
| -- | ---------------------------------------- | ---------------------- | ----------------------------- | ---------------- | ------------- |
| 1  | Быковское городское поселение            | рабочий посёлок Быково | 3                             | ↘7693            | 119.18        |
| 2  | Александровское сельское поселение       | село Александровка     | 2                             | ↘593             | 184.24        |
| 3  | Верхнебалыклейское сельское поселение    | село Верхний Балыклей  | 3                             | ↘1664            | 413.22        |
| 4  | Демидовское сельское поселение           | хутор Демидов          | 2                             | ↘563             | 363.35        |
| 5  | Зелёновское сельское поселение           | посёлок Зелёный        | 2                             | ↘619             | 63.10         |
| 6  | Кисловское сельское поселение            | село Кислово           | 4                             | ↘2239            | 269.12        |
| 7  | Красносельцевское сельское поселение     | село Красноселец       | 2                             | ↗1442            | 132.07        |
| 8  | Луговопролейское сельское поселение      | село Луговая Пролейка  | 1                             | ↘890             | 298.18        |
| 9  | Новоникольское сельское поселение        | село Новоникольское    | 1                             | ↘1660            | 201.32        |
| 10 | Побединское сельское поселение           | посёлок Победа         | 1                             | ↗1043            | 214.48        |
| 11 | Приморское сельское поселение            | посёлок Приморск       | 1                             | ↗3081            | 273.44        |
| 12 | Садовское сельское поселение             | село Садовое           | 1                             | ↘509             | 160.36        |
| 13 | Солдатско-Степновское сельское поселение | село Солдатско-Степное | 4                             | ↗1031            | 324.76        |
| 14 | Урало-Ахтубинское сельское поселение     | посёлок Катричев       | 1                             | ↘1579            | 393.34        |

## Населённые пункты
В Быковский район входят 28 населённых пунктов.
| №  | Населённый пункт                | Тип             | Население | Муниципальное образование                |
| -- | ------------------------------- | --------------- | --------- | ---------------------------------------- |
| 1  | Александровка                   | село            | 562       | Александровское сельское поселение       |
| 2  | Быково                          | рабочий посёлок | ↘7142     | Быковское городское поселение            |
| 3  | Верхний Балыклей                | село            | 1730      | Верхнебалыклейское сельское поселение    |
| 4  | Демидов                         | хутор           | 599       | Демидовское сельское поселение           |
| 5  | Заволжский                      | посёлок         | 98        | Кисловское сельское поселение            |
| 6  | Зелёный                         | посёлок         | 609       | Зелёновское сельское поселение           |
| 7  | Катричев                        | посёлок         | ↘1579     | Урало-Ахтубинское сельское поселение     |
| 8  | Кислово                         | село            | 2554      | Кисловское сельское поселение            |
| 9  | Красноселец                     | село            | 1513      | Красносельцевское сельское поселение     |
| 10 | Красные Зори                    | посёлок         | 106       | Александровское сельское поселение       |
| 11 | Луговая Пролейка                | село            | ↘890      | Луговопролейское сельское поселение      |
| 12 | Молодёжный                      | посёлок         | 117       | Зелёновское сельское поселение           |
| 13 | Нижний Балыклей                 | село            | 96        | Верхнебалыклейское сельское поселение    |
| 14 | Новоникольское                  | село            | ↘1660     | Новоникольское сельское поселение        |
| 15 | Овечкино                        | хутор           | 0         | Солдатско-Степновское сельское поселение |
| 16 | отделения № 3 совхоза «Степной» | посёлок         | 141       | Солдатско-Степновское сельское поселение |
| 17 | Песчаный                        | посёлок         | 88        | Кисловское сельское поселение            |
| 18 | Победа                          | посёлок         | ↗1043     | Побединское сельское поселение           |
| 19 | Приморск                        | посёлок         | ↗3081     | Приморское сельское поселение            |
| 20 | Раздолье                        | посёлок         | 344       | Быковское городское поселение            |
| 21 | Садовое                         | село            | ↗509      | Садовское сельское поселение             |
| 22 | Светлый                         | посёлок         | 24        | Кисловское сельское поселение            |
| 23 | Северный                        | посёлок         | 62        | Красносельцевское сельское поселение     |
| 24 | Солдатско-Степное               | село            | 929       | Солдатско-Степновское сельское поселение |
| 25 | Солянка                         | хутор           | 163       | Быковское городское поселение            |
| 26 | Степано-Разинская               | станица         | 44        | Верхнебалыклейское сельское поселение    |
| 27 | Столяров                        | хутор           | 32        | Демидовское сельское поселение           |
| 28 | Фёдоровка                       | посёлок         | 92        | Солдатско-Степновское сельское поселение |

## Местное самоуправление
Глава района
— Рычагов Александр Васильевич

## Символы
Автор герба и флага Владислав Коваль. Принят гимн района в 2010 году.
 Сердцам двух братьев, божье провиденье,

На левый берег указало.

За Волгой основали поселенья,

Земля свои богатства отдавала.

Припев:

Поднимается солнце играя,

Над раздольем арбузных полей.

Нет красивей любимого края!

Слава – Родине малой моей!

Мы чтим и помним всех солдат Победы,

Они свободу отстояли.

Для нас пример отцы и наши деды,

Хранить нам честь и веру завещали.

Звенят колосья славой золотою,

Поют и радуются дети.

Стал Быковский район моей судьбою

И нет земли прекраснее на свете!

Припев:

## Экономика
Все поселения района электрифицированы, большинство из них газифицировано. Значительную роль в экономике района играет сельское хозяйство: из 3,41 тыс. км² общей площади района 2,956 тыс. км² занимают сельскохозяйственные угодья из них 1,881 тыс. км² — пашни.

## Транспорт
Административный центр района связан со всеми сельскими администрациями дорогами с твёрдым покрытием (обеспеченность дорогами с твёрдым покрытием района — 42 %).

## Образование
Быковский аграрный техникум, высшее учебное заведение — филиал Современной гуманитарной академии

## Культура
В районе работает 17 Домов культуры и клубов, детская школа искусств, районный краеведческий музей, централизованная библиотечная система объединяет 17 библиотек.